# Славникова, Ольга Александровна
О́льга Алекса́ндровна Сла́вникова (род. 23 октября 1957, Свердловск (ныне Екатеринбург), РСФСР) — русская писательница, лауреат премий «Русский Букер» 2006 года и «Ясная поляна» 2018 года, а также премии Правительства Российской Федерации (2020).

## Биография
Родилась в семье инженеров-оборонщиков. В детстве проявляла выдающиеся способности к математике, побеждала на олимпиадах краевого и республиканского уровня, но под влиянием преподавательницы русского языка и литературы, заведовавшей школьным кружком любителей художественного слова, в 1976 году поступила на факультет журналистики Уральского государственного университета. В 1981 году окончила оный. После этого работала в книгоиздательской сфере, в редакции журнала «Урал», затем и сама стала писать, по собственным словам, «оттого, что заняться больше было нечем, а свободного времени оставалась прорва». Публикации начального периода творчества были в журнале «Урал» и в малотиражных сборниках молодых авторов, которые сама Славникова с едкой издёвкой называет «братскими могилами».
С 2003 года писательница с мужем В. Пухановым живёт в Москве, у неё трое детей и двое внуков.
Славникова официально занимает пост координатора прозаического направления литературной премии «Дебют». В интервью неоднократно подчёркивала, что основной источник её финансового благополучия находится отнюдь не в литературной сфере.
В июле 2020 года британская газета The Guardian включила роман Славниковой «2017» в свой список «десяти лучших романов, действие в которых происходит в России».

## Творчество
Дебютная повесть Славниковой «Первокурсница» была принята в печать в 1988 году после значительных правок, затронувших более половины объёма первоначальной версии. Спустя два года Славникова добилась постановки в темплан издательства, в котором она в то время работала, своего первого авторского сборника, но после развала СССР редакция отдала предпочтение выпуску серии французских любовных романов, а книга Славниковой так и не была отправлена в печать по причине её якобы «маловысокохудожественности». Писательница пережила глубокий душевный кризис и, решив прервать литературную деятельность, занялась мелкооптовой торговлей книгами, впрочем, без особого успеха. Впоследствии многие соратники Славниковой по этому бизнесу были выведены ею в качестве персонажей романа «Один в зеркале».
Примерно в 1995 году Славникова вернулась к активному творчеству.
В 1997 году Славникова публикует свой первый крупный роман «Стрекоза, увеличенная до размеров собаки», который вошел в шорт-лист «Русского Букера» и заставил всю литературную общественность России говорить о писательнице как о достойном продолжателе традиций «магического реализма». В 1999 году роман Славниковой «Один в зеркале» получил премию журнала «Новый мир». Сама писательница считает эту книгу своей любимой и самой недооцененной изо всех. При её создании Славникова моделировала быт и стиль мышления гениального математика, специалиста в области фрактальной геометрии, на основе собственного опыта занятий этой наукой в молодые годы. Однако в дальнейшем за фактическую достоверность прописанных ею образов, по словам Славниковой, ответственность несёт в основном муж.
Третья книга Славниковой «Бессмертный» (2001) впоследствии послужила причиной громкого скандала, связанного с обвинениями, выдвинутыми писательницей в адрес создателей немецкого фильма «Гуд бай, Ленин!». Славникова утверждала, что сценаристы фильма беззастенчиво использовали сюжет её книги в качестве первоосновы для фильма.
Славникова к тому времени уже выделилась из круга екатеринбургской литературной тусовки, обрела всероссийскую известность и начала задумываться о переезде в Москву. Эту идею она претворила в жизнь приблизительно в 2003 году. Обосновавшись в столице, Славникова приступила к работе над новым очень большим романом, рабочим названием которого было «Период». Публикация романа неоднократно анонсировалась журналом «Новый мир» и издательством «Вагриус», однако сроки постоянно переносились по настоянию Славниковой. Фрагменты книги публиковались в журнальном варианте как самостоятельные новеллы (например, «Корундовая каторга», «Кооператив „Купол“»). В окончательной редакции Славникова усилила антиутопические и фантастические тенденции и дала роману перекликающееся с творениями Оруэлла и Доренко название «2017».
Роман был опубликован в конце 2005 года. В декабре 2006 года роман был удостоен премии «Русский Букер» как по версии профессиональных литераторов, так и по результатам студенческого голосования, что является прецедентом в истории присуждения этой награды. В 2010 году появился английский перевод романа, доброжелательно встреченный критиками.
В 2007 году увидел свет сборник «Вальс с чудовищем», составленный из ранних и поздних работ Славниковой, включая вышеупомянутый роман «Один в зеркале» и рассказы.
В 2008 году Славникова по заказу журнала «Саквояж. Спальный вагон», распространяющегося ограниченным тиражом в поездах дальнего следования, написала несколько рассказов на железнодорожную тематику, позднее переработанных в сборник «Любовь в седьмом вагоне». Он получил неоднозначную прессу, некоторые критики (Лев Данилкин) утверждали, что это худшее произведение писательницы за много лет.

### История публикации «Лёгкой головы»
Следующие два года писательница посвятила работе над новым романом. Первоначальное название книги было «Флора», и скудные сведения об этом варианте романа позволяют отнести его к жанру хронооперы. Эта версия не удовлетворила автора, и Славникова, по собственным словам, сперва попыталась перелицевать «два самых главных московских мифа — миф о мэре и миф о метрополитене» на примере судьбы представителя современного «офисного планктона», но затем отказалась от этого замысла в пользу «романа о новом свободном человеке, ставящем главной ценностью мира — себя самого». Недавно вышла в свет журнальная версия этого произведения. Интересно, что из электронной версии номера журнала, содержавшего первую книгу романа, по непонятным причинам исчезло традиционное примечание «окончание следует». В связи с этим некоторые литературные критики поспешили выступить с разгромными отзывами на «Лёгкую голову», вменив Славниковой в вину рыхлость сюжетной конструкции и оборванность линии главного героя в якобы «открытом» финале. Писательница ответила на эти выпады, объявив лаконичную суховатость первой части стилистическим приёмом и посоветовав для более адекватных выводов просто дочитать книгу до конца. Кроме того, она отвергла подозрения рецензентов в том, что новый роман якобы заточен под публикацию на Западе и международные литературные премии, подчеркнув, однако, что популярность её работ в США и Европе пока оставляет желать лучшего.
Стиль моей прозы действительно, скажем так, индивидуален: на меня девятым валом несется цветная, искристая, жаркая масса живого мира, которую надо укротить и превратить в текст. После, когда текст уже готов, метафоры прореживаются до правильного порога читательского восприятия. В «Лёгкой голове» начало прорежено сильно, чтобы толкнуть с места сюжет. Что касается Сергея Белякова, то с ним вышла неприятность: он полромана, напечатанного в девятом номере «Знамени», принял за весь роман. Но давайте честно: все ли критики на самом деле читают то, что рецензируют?
В защиту нового творения Славниковой выступили и некоторые другие критики; например, сотрудник «Литературной России» прямо обвинил авторов рецензий «на полромана» в том, что они завидуют популярности писательницы. В ответ Виктор Топоров назвал одобрительные рецензии на «Лёгкую голову» продуктом деятельности PR-службы Славниковой и высказал предположение, что их подлинным автором является муж писательницы Виталий Пуханов.

### «Прыжок в длину»
«В романе «Прыжок в длину» налицо и мощный слог, стабильно переплавляющий детали быта, и тончайшие абстракции в снайперски точные образы, и фирменная славниковская интонация «раздражённого Набокова». Но в нём есть и сюжет, объединяющий в себе элементы структуры экзистенциального детектива а’ля Буало–Нарсежак, психологического триллера и мифосценария – и этот сюжет выверен до миллиметра», – написал о произведении Кирилл Анкудинов, высоко оценивший и предыдущий роман Славниковой.
«…«Восходящая звезда российской лёгкой атлетики», молодой прыгун в длину Олег Ведерников в прыжке спасает мальчишку из-под колёс грузовика и теряет обе ноги. Он герой. И он инвалид; а жизнь всякого инвалида несладка; жизнь Ведерникова усугублена тем, что спасённый мальчик Женечка Караваев, как выясняется, не очень-то заслуживал спасения. Он вырос в «ангела-разрушителя»; его полусознательная программа – выживать ценой уничтожения талантов и судеб окружающих (случай с Ведерниковым был первым проявлением этой чёрной программы). Преуспевший «негодяйчик» Женечка навязывает Ведерникову участие в съёмках нелепого документального фильма о его давнем подвиге. Ведерников соглашается только потому, что влюбляется в финансирующую кино главу благотворительного фонда – одноногую Киру Осокину. Тем временем программа Женечки начинает ставить под удар здоровье и жизнь не только спасителя (безногому Ведерникову для съёмок велено повторить прыжок), но и его обретённой любви (по вине «негодяйчика» Кира травмируется на горнолыжном склоне). Ведерников безуспешно пытается умертвить своё «творение», строит разные замыслы убийства Женечки – и все они срываются. Наконец Ведерников нанимает киллера; тут опять вмешивается случай: на линии огня оказывается Кира; ампутант Ведерников свершает невозможное – рекордно прыгает, подставляет себя под пули и гибнет. «Счастливчику-негодяйчику» же как с гуся вода: он жив и наслаждается жизнью», -- так описывает критик фабулу романа, считая, что она являет собой материал на тему библейского Иова. В ответ на вопрос «Что делать со злодейкой-судьбой, обрушивающей незаслуженные удары?» современники Славниковой Майя Кучерская советует символические прогулки по Москве, Анатолий Курчаткин обвиняет власть; а Ольга Славникова говорит: «Быть собой, невзирая на судьбу, которая способна всего лишь изувечить или убить тело, но не властна над душой».

## Отзывы
Взыскательный критик Кирилл Анкудинов считает, что «Ольга Славникова как прозаик принципиально профессиональна. Её проза «сделана из профессионального теста»; от неё несёт прекрасным духом литературного мастерства, не сводимого к «сюжету» или к «языку». Для прозаика-мастера четверть дела – раскрутить тугой сюжет, верный во всех мелочах; придумать тексту подобающий язык – густой и сложный или прозрачный и ясный – ещё четверть дела; а дело – вписать, вмонтировать, вогнать сюжет и язык друг в друга, чтоб не было «языка без сюжета» (как у Ульяны Гамаюн) или «сюжета без языка»... Славникова исследует базовые слои социума, залегающие глубже «актуальной политики» и даже глубже этики как таковой – она выявляет недостаточность, уязвимость «чистой этики» перед вызовами «доэтических сил». В одном из стихотворений Юрия Кузнецова есть строки «но беда эта старше земли и не ведает смысла и цели». Иногда подвиг – не только предмет для оды, но ещё и звено разворачивания сценария беды, которая «не ведает смысла и цели»; и остановить, перешибить этот внеличный сценарий возможно лишь личным сверхподвигом». 

## Сочинения
- 1988 — «Первокурсница».
- 1997 — «Стрекоза, увеличенная до размеров собаки» — шорт-лист «Русского Букера».
- 1999 — «Один в зеркале» — премия журнала «Новый мир».
- 2001 — «Бессмертный» — Премия Горького, 2012.
- 2006 — «2017» — премия «Русский Букер».
- 2008 — «Любовь в седьмом вагоне» — в списке финалистов премии «Большая книга»[18].
- 2010 — «Легкая голова»[19] — журнальный вариант в сентябрьском и октябрьском выпусках журнала «Знамя», позднее вышла в книжной версии в издательстве АСТ.
- 2018 — «Прыжок в длину» — в списке финалистов премии «Большая книга»[20]